# 1045
Cette page concerne l'année 1045  du calendrier julien.
L'année 1045 est une année commune qui commence un mardi.

## Événements
- 9 janvier : Gérard de Bourgogne (980-1061), futur Nicolas II, devient évêque de Florence[1].
- 20 janvier - 10 mars : pontificat de Sylvestre III[2].
- 10 mars : deuxième pontificat de Benoît IX, qui se rétablit par la force[3].
- 30 avril : prise de Calahorra par García IV de Navarre[4]. Reprise de la reconquête en Espagne.
- 1er mai : Benoît IX abdique contre argent en faveur de son parrain Grégoire VI[3].
- 5 mai : début du pontificat de Grégoire VI (fin en 1046)[2].
- 26 mai : les Hongrois deviennent vassaux du Saint-Empire[5].
- Été : annexion du royaume d’Ani, en Arménie, par l’Empire byzantin[6].

- Harald Sigurdsson Haardraade rentre de Byzance après s’être illustré comme mercenaire auprès du basileus. Il débarque en Suède et s’allie à Sveinn Estridsen pour ravager la Sjaelland et Fyn (la Fionie)[7].
- Lanfranc devient le prieur du monastère bénédictin du Bec, près de Rouen et y fonde une école qui devient un important foyer théologique[8].